# 시양양과 후이타이랑
《시양양과 후이타이랑》(중국어 간체자: 喜羊羊与灰太狼, 정체자: 喜羊羊與灰太狼, 병음: Xǐ yáng yáng yǔ huī tài láng 시양양위후이타이랑[*], 한자음: 희양양여회태랑)은 광동 성 광저우시에 있는 애니메이션 회사 광동원창동력문화전파유한공사(廣東原創動力文化傳播有限公司)에 의해, 2005년 8월에 제작 발표 된 중화인민공화국에서 방송된 텔레비전 애니메이션이다. 2018년까지는 28편의 애니메이션을 제작했다.

## 줄거리
양력(羊曆) 3010년, 한 양 무리가 늑대 무리의 습격을 피하기 위해, 이 작품의 배경인 청청초원(青青草原)에 피난하여 하나의 마을을 건립한다. 3513년, 양 무리의 지도자는 만양양(慢羊羊)으로 이어졌다. 그런 가운데, 늑대족의 회태랑과 홍태랑(紅太狼)이 양을 먹기 위해 청청초원으로 이주했다. 여기서 양 무리는 늑대 무리를 여러 기상천외한 방법으로 물리친다.
각 에피소드의 줄거리는 톰과 제리의 형식을 따르고 있다. 강한 동물이 약한 동물을 습격하지만 여러 환경 요인들이 강한 동물에게 적대적이며 모든 일은 착하고 약한 동물들에게 순탄하게 흘러간다.
시포(애니메이션)와 같은 형식의 자매 애니메이션 이기도 하다.

## 주요 등장 인물

### 양족
시양양/래미/희양양(喜羊羊)
메이양양/메이/미양양(美羊羊)
페이양양/희양양/비양양(沸羊羊)
란양양/식탐/나양양(懶羊羊)
만양양/슬로우 촌장/만양양(慢羊羊)
누안양양/난양양(暖羊羊)
연면면(軟綿綿)
천신(天神)
도양(刀羊)
화양양(花羊羊)
지양양(智羊羊)
리양양/려양양(麗羊羊)
양궈궈/양과과(羊果果)

### 늑대 족
후이타이랑/울피/회태랑(灰太狼)
홍타이랑/울니/홍태랑(紅太狼)
소회회(小灰灰)
초태랑(蕉太狼)
야태랑(夜太狼)
회이태태랑(灰二太太狼)
향태랑(香太狼)
소향향(小香香)
흑태랑(黑太狼)
무대랑(武大狼)
랑장군(狼將軍)

### 기타 동물
포포대인(包包大人)
태가(泰哥)
소선가(瀟灑哥)
흑대수(黑大帥)
편스타/뱐주이룬(扁嘴倫)
오구 우편 집배원(烏龜郵差)
변형토(變形兔)

## 애니메이션

### 본편 애니메이션
제 1기 《희양양과 회태랑》(喜羊羊與灰太狼)은 2005년부터 2009년까지의 방송되었다. 14화으로 구성되어있다. 처음에는 항주 전시대 소아 채널에서 방송을 개시했고 나면 절강 위성 TV로 변경했다. 전 530화이며, 방송 시간은 1작품당 약 15분이다.
제 2기 《희양양과 회태랑: 양양 운동회》(喜羊羊與灰太狼之羊羊運動會, 직역: 양들의 경기 대회)는 2008년 10월 23일 중국 중앙 텔레비전 쇼코 채널 (CCTV-14)에서 방송을 개시하였다. 전 60화이다.
제 3기 《희양양과 회태랑: 양양 쾌락적 일년》(喜羊羊與灰太狼之羊羊快樂的一年, 직역: 양들의 즐거운 일년)은 2010년 5월 1일 절강 위성 TV에서 방송을 개시하였다. 전 100화이다.
제 4기 《희양양과 회태랑: 기사묘상 희양양》(喜羊羊與灰太狼之奇思妙想喜羊羊, 직역: 기상천외의 시양양)은 2011년 6월 30일 절강 위성 TV에서 방송을 개시했다. 전 60화이다.
제 5기 《희양양과 회태랑: 급 쾌락 가유》(喜羊羊與灰太狼之給快樂加油, 직역: 쾌락을 응원하기)는 2011년 10월 15일 절강 위성 TV에서 방송을 개시했다. 전 100화이다.
제 6기 《희양양과 회태랑: 경기 대 연맹》(喜羊羊與灰太狼之競技大聯盟)은 2012년 6월 30일부터 7월 3일까지 절강 위성 TV에서 방송되었다. 전 60화이다.
제 7기 《희양양과 회태랑: 개심 일기》(喜羊羊與灰太狼之開心日記, 직역: 즐거운 일기)는 2012년 12월 8일부터 30일까지 절강 위성 TV에서 방송되었다. 전 60화이다.
제 8기 《희양양과 회태랑: 개심 방정식》(喜羊羊與灰太狼之開心方程式, 직역: 해피 포뮬라)은 2013년 7월 26일 중국 중앙 텔레비전 종합 채널 (CCTV-1)에서 방송을 개시했다. 전 60화이다.
제 9기 《희양양과 회태랑: 나양양 당 대주》(喜羊羊與灰太狼之懶羊羊當大厨, 직역: 요리사가되기 란양양)는 2013년 12월 20일부터 31일까지 CCTV-1에서 방송되었다. 총 52화이다.
제 10기 《희양양과 회태랑: 양양 소 심원》(喜羊羊與灰太狼之羊羊小心願, 직역: 양들의 조그만 소원)은 2014년 7월 30일 호남 전시대 애니월드 위성 TV에서 방송을 개시했다. 전 60화이다.
제 11기 《희양양과 회태랑: 의주 대모험》(喜羊羊與灰太狼之衣橱大冒險)은 2014년 9월 4일 애니월드에서 방송을 개시했다. 전 60화이다.
제 12기 《희양양과 회태랑: 마마 낙풍곽》(喜羊羊與灰太狼之媽媽樂瘋狂, 직역: 엄마 해피 미친)은 2015년 2월 12일부터 24일까지 애니월드에서 방송되었다. 전 60화이다.
제 13기 《희양양과 회태랑: 원시 세계 력삼기》(喜羊羊與灰太狼之原始世界歷險記)는 2015년 8월 17일 애니월드에서 방송을 시작하여 29 일 베이징 텔레비전 카쿠 쇼코 위성 TV에서 방송을 종료했다. 전 60화이다.
제 14기 《시양양 미니랜드와 호호기차》(원제: 희양양과 회태랑: 의합 츰 세계/喜羊羊與灰太狼之嘻哈闖世界)는 2016년 1월 15일부터 28일까지 애니월드에서 방송되었다. 전 60화이다.
제 15기 《꼬마탐정 시양양과 후이타이랑》(원제: 희양양과 회태랑: 양양 소정탐/喜羊羊與灰太狼之羊羊小偵探)는 2016년 7월 9일부터 17일까지 CCTV-14에서 방송되었다. 전 60화이다.
제 16기 《희양양과 회태랑: 심해 력삼기》(喜羊羊與灰太狼之深海歷險記)는 2017년 1월 9일부터 23일까지 애니월드에서 방송되었다. 전 60화이다.
제 17기 《희양양과 회태랑: 발명 대작전》(喜羊羊與灰太狼之發明大作戰)는 2017년 7월 12일부터 25 일까지 애니월드에서 방송되었다. 전 60화이다.
제 18기 《희양양과 회태랑: 기환 천공도》(喜羊羊與灰太狼之奇幻天空島, 직역: 판타지 천공의 섬)는 2018년 1월 27일부터 2월 7일까지 애니월드에서 방송되었다. 전 60화이다.
제 19기 《희양양과 회태랑: 양촌 수호자》(喜羊羊與灰太狼之羊村守護者)는 2019년 1월 18일부터 26일까지 애니월드에서 방송되었다. 전 60화이다.
제 20기 《희양양과 회태랑: 과 시공 구병》(喜羊羊與灰太狼之跨時空救兵)은 2019년 7월 12일부터 21일까지 애니월드 및 여러 중국 동영상 사이트에서 방송했다. 전 60화이다.
제 21기 《희양양과 회태랑: 기촉 외성 객》(喜羊羊與灰太狼之奇趣外星客, 직역: 우주에서 온 손님)은 2020년 1월 10일부터 19일까지 애니월드 및 여러 중국 동영상 사이트에서 방송했다. 전 60화이다.
제 22기 《희양양과 회태랑: 이국 대 영구》(喜羊羊與灰太狼之異國大營救, 직역: 이국의 구조)는 2020년 7월 17일부터 애니월드 및 여러 중국 동영상 사이트에서 방송이다. 전 60화이다.
제 23기 《희양양과 회태랑: 광출 승리》(喜羊羊與灰太狼之筐出勝利, 직역: 덩크의 승리)는 2021년 1월 22일부터 애니월드 및 여러 중국 동영상 사이트에서 방송되었다. 전 60화이다.
제 24기 《희양양과 회태랑: 결전 차시대》(喜羊羊與灰太狼之決戰次時代)는 2021년 7월 9일부터 애니월드 및 여러 중국 동영상 사이트에서 방송되었다. 전 60화이다.
제 25기 《희양양과 회태랑: 기묘 대 영구》(喜羊羊與灰太狼之奇妙大营救)는 2022년 7월 15일부터 애니월드 및 복수의 중국 동영상 사이트에서 방송되었다. 전 60화이다.
제 26기 《희양양과 회태랑: 용틈 사계성》(喜羊羊與灰太狼之勇闖四季城)은 2023년 1월 6일부터 애니월드 및 복수의 중국 동영상 사이트에서 방송되었다. 전 60화이다.
제 27기 《희양양과 회태랑: 오유 신비양》(喜羊羊與灰太狼之遨遊神秘洋)은 2023년 7월 6일부터 애니월드 및 복수의 중국 동영상 사이트에서 방송되었다. 전 60화이다.

### 스핀오프 애니메이션
제 1기 《희양양과 회태랑: 희양양 유 세박》(喜羊羊與灰太狼之喜羊羊遊世博, 직역: 세계 박람회를 견학하는 시양양)은 2010년 8월 1일 백시 통 IPTV 트럭에서 전달을 개시했다. 전 20화이다.
제 2기 《희양양과 회태랑: 양양득억 희양양》(喜羊羊與灰太狼之洋洋得意喜羊羊, 직역: 득의만면한 시양양)은 2015년 7월 15일 복수의 중국 동영상 사이트에서 전달을 개시했다. 전 365화이다.
제 3기 《시양양 지식대백과 동식물편》(원제: 지촉양학당 동식물편/智趣羊學堂 動植物篇)은 2016년 7월 13일부터 여러 중국 동영상 사이트에서 전달을 개시했다. 전 26화이다.
제 4기 《시양양 지식대백과 운동편》(원제: 지촉양학당 운동편/智趣羊學堂 運動篇)은 2016년 8월 22일부터 여러 중국 동영상 사이트에서 전달을 개시했다. 전 26화이다.
제 5기 《희양양과 회태랑: 만경두》(喜羊羊與灰太狼之漫鏡頭, 직역: 만화 카메라)는 2016년 11월 24일에 여러 중국 동영상 사이트에 전달했다. 전 60화이다.
제 6기 《가 인 여 가 회태랑》(嫁人就嫁灰太狼, 직역: 시집 간다다면 후이타이랑)은 2017년 2 월 14일부터 여러 중국 동영상 사이트에서 전달을 개시했다. 전 24화이다.
제 7기 《지촉양학당: 지구 카니발》(智趣羊學堂之地球嘉年華)은 2017년 7월 17일부터 Youku에서 전달을 개시했다. 전 26화이다.
제 8기 《지촉양학당: 지 양양 유 세계》(智趣羊學堂之羊羊遊世界, 직역: 세계를 견학하는 양들)는 2017년 12월 1일부터 Youku에서 전달을 개시했다. 전 26화이다.
제 9기 《지촉양학당: 지 기환 성어 서》(智趣羊學堂之奇幻成語書, 직역: 판타지 사자성어 책)는 2018년 2월 15일부터 Youku에서 전달을 개시했다. 전 26화이다.
제 10기 《지촉양학당: 지 양양 래 심보》(智趣羊學堂之羊羊來尋寶, 직역: 보물 찾기 양들)는 2018년 2월 22일부터 Youku에서 전달을 개시했다. 전 26화이다.
제 11기 《희양양과 회태랑: 양양 촉 모험》(喜羊羊與灰太狼之羊羊趣冒險, 직역: 양들의 즐거운 모험)은 2020년 8월 1일부터 애니 월드 및 여러 중국 동영상 사이트에서 방송중이다. 전 26화이다.
제 12기 《희양양과 회태랑: 양양 촉 모험2》(喜羊羊與灰太狼之羊羊趣冒險2, 직역: 양들의 즐거운 모험2)은 2021년 11월 26일부터 애니 월드 및 여러 중국 동영상 사이트에서 방송중이다. 전 26화이다.

## 극장판
2015년까지 7개의 작품이 공개되어있다. 스핀오프 작품들에서는 어느 등장인물의 성격이나 관계가 고정되지 않아 친구로 나오기도 하며 본작과는 다른 설정을 만들어나간다. K-POP 군무를 소재로 한 에피소드가 나오는 등 스핀오프 작품에서는 유행을 많이 타는 모습을 보이기도 한다.
1. 《희양양과 회태랑: 우걸충천》(喜羊羊與灰太狼之牛氣衝天)2009년 1월 16일에 공개되었다.
2. 《희양양과 회태랑: 호호생위》(喜羊羊與灰太狼之虎虎生威)2010년 1월 29일 공개되었다.
3. 《희양양과 회태랑: 토년 정고고》(喜羊羊與灰太狼之兔年頂呱呱)2011년 1월 21일에 공개되었다.
4. 《래미의 드래곤월드 구출작전》(원제: 희양양과 회태랑: 개심 츰 농년/喜羊羊與灰太狼之開心闖龍年)2012년 1월 12일에 공개되었다. 2020년 7월 16일 한국에 공개되었다.
5. 《래미와 친구들 푸른푸른 초원의 위기》(원제: 희양양과 회태랑: 희걸양양 과 사년/喜羊羊與灰太狼之喜氣羊羊過蛇年)2013년 1월 24일에 공개되었다. 2020년 7월 30일 한국에 공개되었다.
6. 《희양양과 회태랑: 비마 기우 기》(喜羊羊與灰太狼之飛馬奇遇記)2014년 1월 16일에 공개되었다.
7. 《래미의 초특급 시간여행》(원제: 희양양과 회태랑: 양년 희양양/喜羊羊與灰太狼之羊年喜羊羊)2015년 1월 31일에 공개되었다. 2019년 2월 26일 한국에 공개되었다.
8. 제8편《희양양과 회태랑: 광출미래》(喜羊羊與灰太狼之筐出未來)는 2022년 2월 1일에 공개되었다.[2]